# Zapp (Familie)

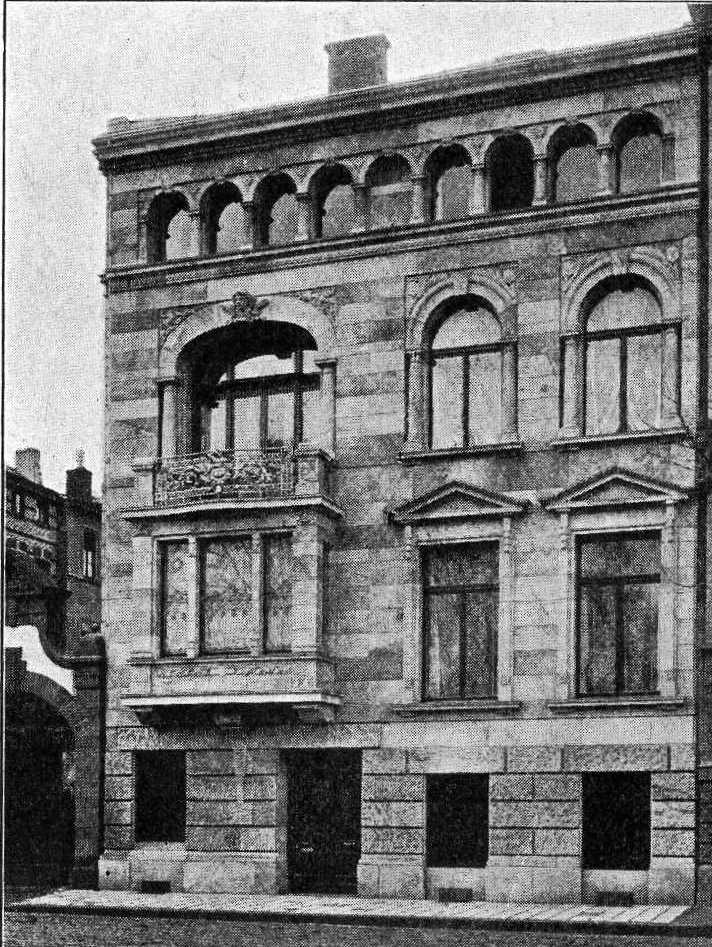
Stammhaus der Familie von Robert Zapp, Haroldstrasse 10a in Düsseldorf und seiner Söhne Gustav (in Firma Robert Zapp) und Adolf Zapp (Ingenieur). (Architekt Ernst Roeting).

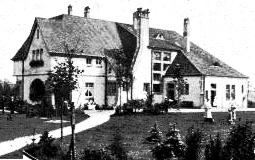
Düsseldorf, Ratingen, Haus Holterhof-Hohbeek

Zapp ist der Name einer deutschen Familiendynastie von Unternehmern des 18. und 20. Jahrhunderts, die als Eisen- und Stahl-Industrielle (Stahlerzeugung und Stahlhandel) tätig waren; Höhepunkt war die 1871 vom Robert Zapp gegründete weltweit tätige Stahlhandelsgesellschaft Zapp. Die evangelische Düsseldorfer Unternehmerfamilie wird von Hugo Weidenhaupt in Düsseldorf. Geschichte von den Ursprüngen bis in das 20. Jahrhundert gewürdigt, weil sie zur „Hautevolee“ der Stadt Düsseldorf zählte.
Heute erinnern der Zapp-Platz sowie die Robert-Zapp-Straße in Ratingen an die Familie. Weiter erinnert das 1899 von Ernst Roeting auf dem Düsseldorfer Nordfriedhof errichtete Grabmal an die Familie von Robert Zapp.

## Geschichte der Familie Zapp
Die Geschichte der Familie Zapp reicht in das Jahr 1701 zurück, als Hermann Zapp mit der Stahlproduktion in Ründeroth im Tal der Leppe anfing. Die Tradition der Stahlproduktion wurde von fünf Generationen der Familie Zapp in Ründeroth weitergeführt. Engelberth Zapp senior beschrieb im Jahre 1730 die Familientradition: „Ausgehend von der Tradition, nachzugehen dem Neuen“. Nach der Wirtschaftskrise von 1857 musste im Jahre 1869 der Stammsitz in Ründeroth verkauft werden. Trotz der Krise pflegte Zapp die Tradition und „die Familie blieb dem Stahl treu“. So gründete Robert Zapp zwei Jahre später 1871 in Düsseldorf die später weltweit tätige Stahlhandelsgesellschaft Zapp (heute Zapp AG). Filialen in South Carolina, Massachusetts, Kalifornien, Connecticut, Texas, Illinois in den USA gehören der familienkontrollierten Aktiengesellschaft. Weitere Filialen befinden sich in China, so in Taicang, Hongkong und Shenzhen. Die Familie Krupp zählte zu den wichtigsten Kunden. Die bekanntesten Kinder von Robert Zapp waren seine Söhne Gustav (Kaufmann) und Adolf (Ingenieur und Teilhaber der Firma Robert Zapp). Gustavs Sohn Nobert war Stahlgroßhändler sowie ab 1933 Düsseldorfer Gemeinderatsmitglied. Er saß zusammen mit seinem Onkel Adolf von 1934 bis 1937 im Vorstand des Industrie-Clubs Düsseldorf, der in etwa die damalige bürgerliche Oberschicht der Stadt repräsentierte.

## Rezeption
Das Leben Robert Zapps wird von Hugo Weidenhaupt in „Düsseldorf. Geschichte von den Ursprüngen bis ins 20. Jahrhundert. Band 2: Von der Residenzstadt zur Beamtenstadt (1614–1900)“ gewürdigt. Nach ihm ist eine Straße in Ratingen benannt. Das Leben und Wirken von Gustav, Adolf und Nobert Zapp wurde von Hugo Weidenhaupt in „Düsseldorf. Geschichte von den Ursprüngen bis ins 20. Jahrhundert. Band 3: Die Industrie- und Verwaltungsstadt (20. Jahrhundert)“ gewürdigt. Gustav Zapp wird auch im „Jahrbuch der Schiffbautechnischen Gesellschaft“ erwähnt. Auch Adolf Zapp wird im „Jahrbuch der Schiffbautechnischen Gesellschaft“ genannt. Weiter wird Adolf Zapp in „Stahl und Eisen“ erwähnt, das von den Vertretern rheinisch-westfälischer und gesamtdeutscher Eisen- und Stahlindustrieller herausgegeben wurde. Während sich der Verein Deutscher Eisen- und Stahlindustrieller auf ganz Deutschland erstreckte, repräsentierte die am 15. April 1874 in Düsseldorf gegründete nordwestliche Gruppe des Vereins Deutscher Eisen- und Stahlindustrieller einen Zusammenschluss rheinisch-westfälischer Eisen-Stahlindustrieller und der rheinisch-westfälischen Eisen- und Stahlindustrie:

„Die Nordwestliche Gruppe ist seit ihrer Gründung die anerkannte wirtschaftliche Interessenverteung der rheinisch-westfälischen Eisen- und Stahlindustrie, die zu ihren Mitgliedern die überwiegende Mehrzahl der Hochofen-, Stahl- und Walzwerke, maßgebende Maschinenfabriken und andere eisenverarbeitende Werke zählt. Ihr Zweck und ihre Aufgabe ist, die gemeinsamen wirtschaftlichen Interessen, der rheinisch-westfälischen Eisen- und Stahlindustrie in den sie berührenden volkswirtschaftlichen Angelegenheiten wirksam zu vertreten.“

## Übersicht Robert Zapp und Nachkommen

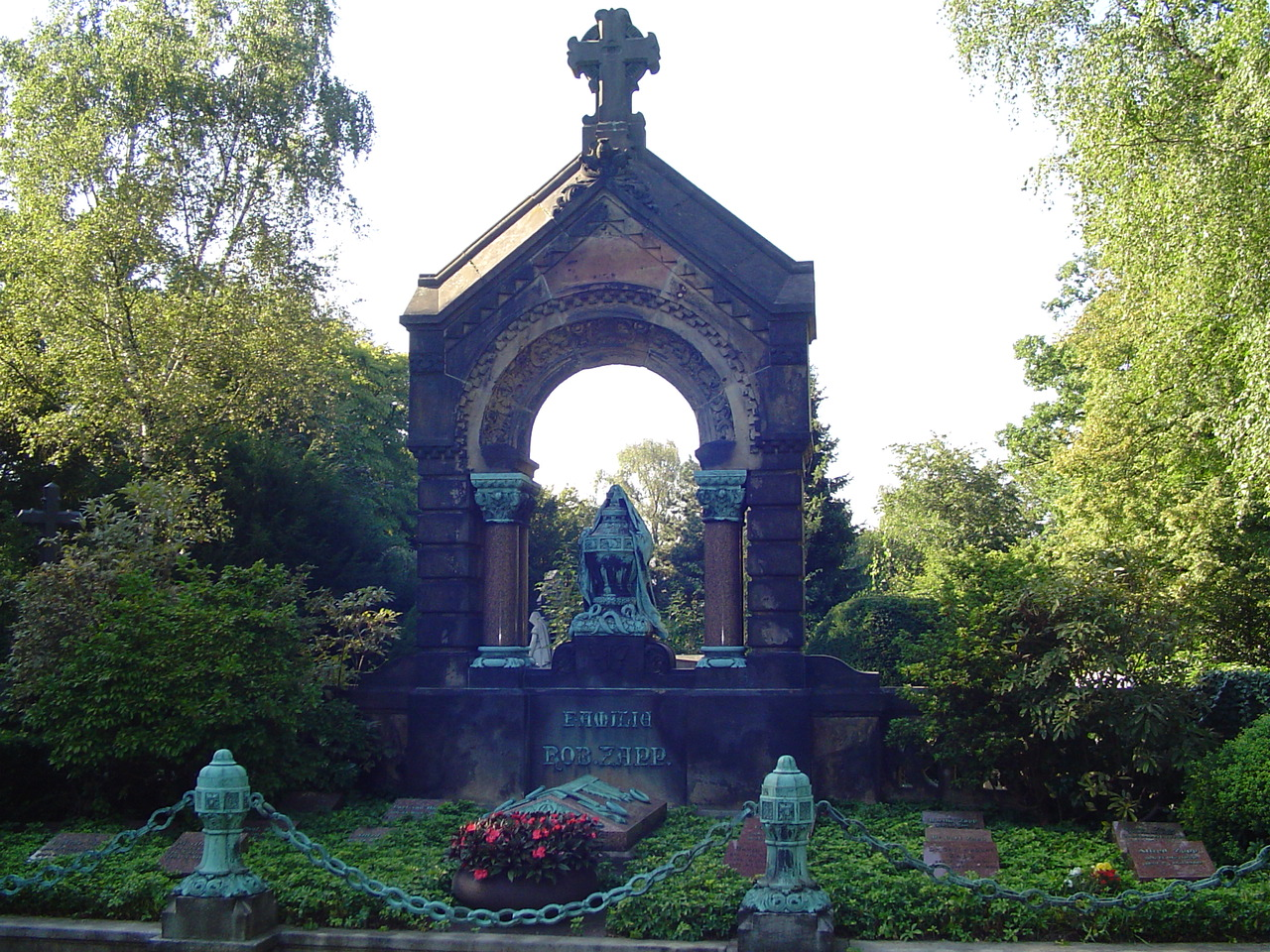
Grabstätte der Familie Robert Zapp auf Millionenhügel des Nordfriedhof Düsseldorf, erbaut von Ernst Roeting

Robert Zapp (* 8. Juli 1837 in Ründeroth/Kreis Gummersbach; † 19. Februar 1917 in Düsseldorf) ⚭ Bertha geb. van Haar (* 28. Mai 1842 in Essen; † 29. Juni 1912 in Baden-Baden).
1. Gustav Zapp (* 27. August 1863 in Essen; † ? in Ratingen-Eckamp) ⚭ Martha Boeddinghaus (* 14. Oktober 1874 in Elberfeld; † 5. Juli 1955 in Hubbelrath).[15]
  1. Norbert Zapp (* 1. Januar 1900 in Düsseldorf; † 18. März 1969 in Düsseldorf) ⚭ Adelheid Hildegard genannt Ilse, geb. Dörrenberg (* 6. Juni 1901 in Godesberg)[16][17]
2. Dr. jur. Carl Zapp (* 20. Mai 1867 in Eckesey/Kreis Hagen) ⚭ Anna, geb. Haarhaus (* 22. April 1875 in Elberfeld)
  1. Ewald Zapp (* 5. Juli 1897 in Herford).
  2. Alfred Zapp (* 17. Oktober 1898 in Herford).
  3. Carl August Zapp (* 5. April 1904 in Düsseldorf).
3. Adolf Zapp (* 11. März 1869 in Eckesey/Kreis Hagen; † 7. September 1941 in Metzkausen) ⚭ Viktoria Alwine, geb. Halbach -ev.- (* 20. Dezember 1874 in Remscheid; † 3. Dezember 1946 in Metzkausen)[18]
4. Oskar Zapp (* 30. August 1873 in Düsseldorf)
5. Ferdinand Alfred Zapp (* 28. Dezember 1876 in Düsseldorf; † 19. Januar 1883 ebenda).[19]
6. August Robert Zapp (* 14. Dezember 1879 in Düsseldorf; † 23. Juni 1942 ebenda).[20] Er blieb ledig.

## Robert Zapp und einzelne Familienangehörige

### Robert Zapp
Robert Zapp verließ Ründeroth und gründete 1871 in Düsseldorf die Stahlhandelsgesellschaft Zapp (heute: Zapp AG), wobei er insbesondere Spezialstähle produzierte und europaweit vertrieb; Zapp hatte zuvor in England das Bessemer-Verfahren studiert und sein Know-how für die Produktion von Spezialstahl verwendet. 1887 übernahm Robert Zapp den alleinigen Vertrieb für Krupps Werkzeugstähle.
Das Leben Robert Zapps wird von Hugo Weidenhaupt in Düsseldorf. Geschichte von den Ursprüngen bis ins 20. Jahrhundert. Band 2: Von der Residenzstadt zur Beamtenstadt (1614–1900) gewürdigt. Nach ihm ist eine Straße in Ratingen benannt.

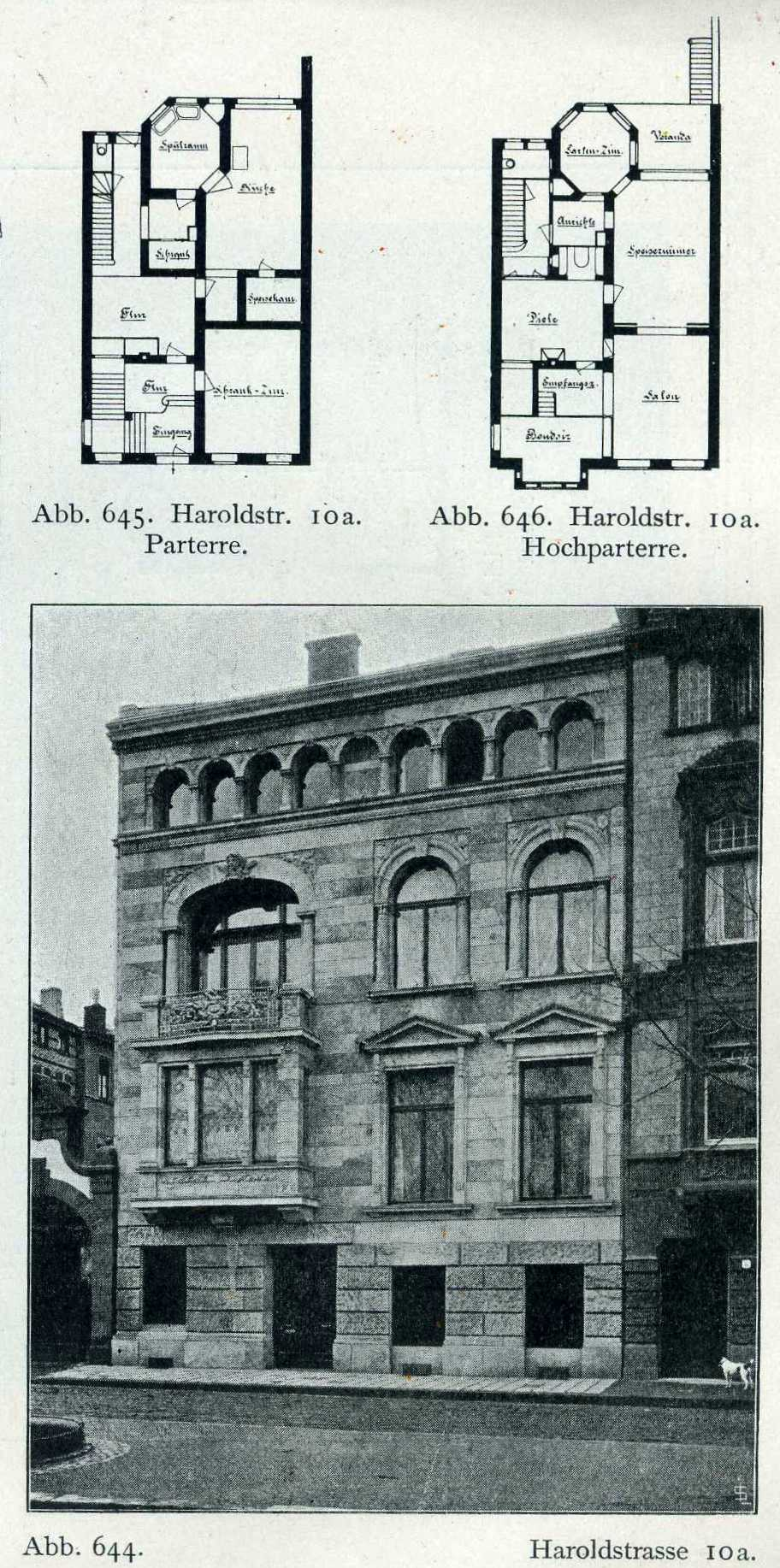
Haus Haroldstr. 10a
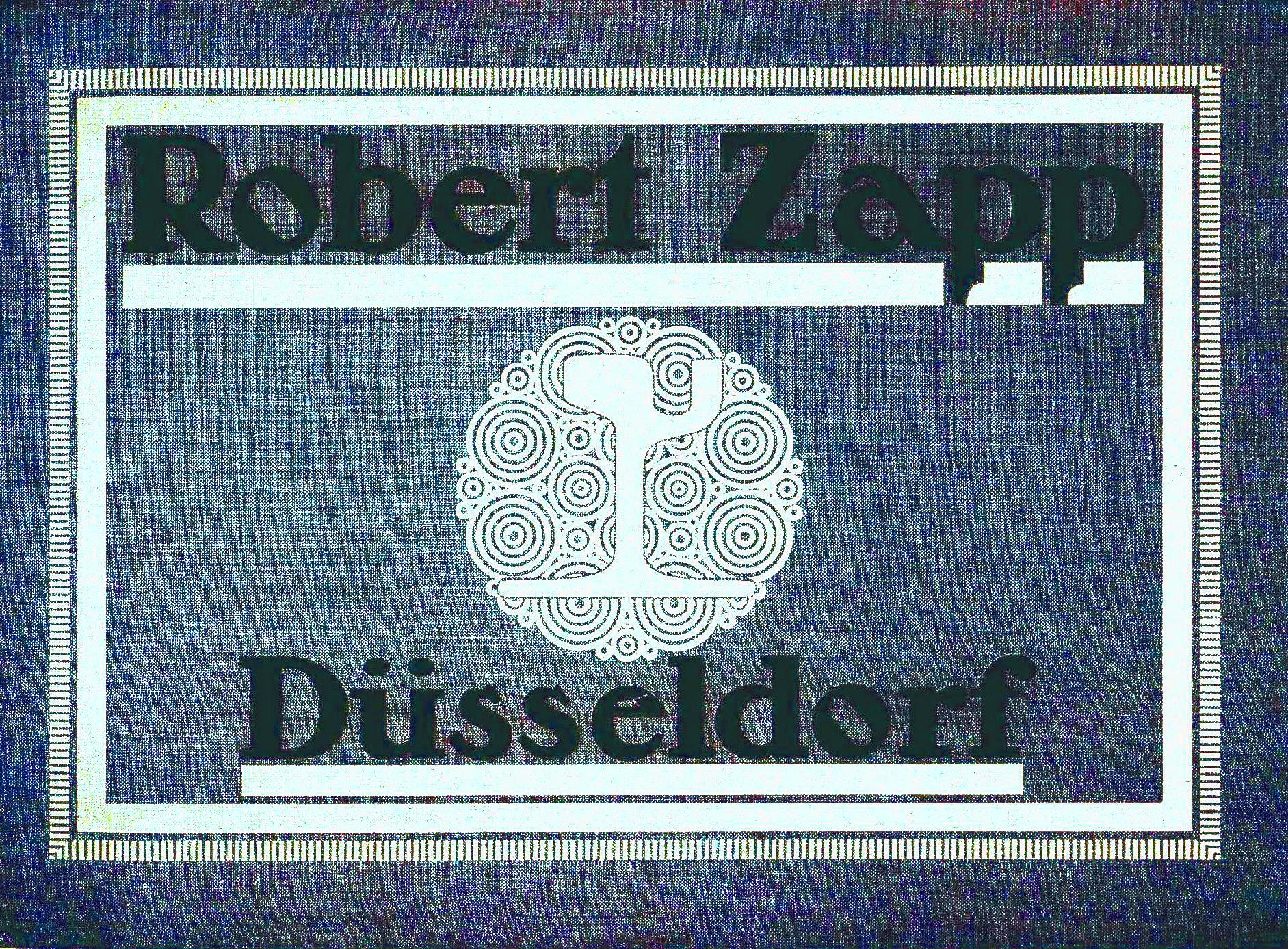
Robert Zapp Düsseldorf
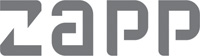
Robert Zapps Unternehmen, die Zapp AG
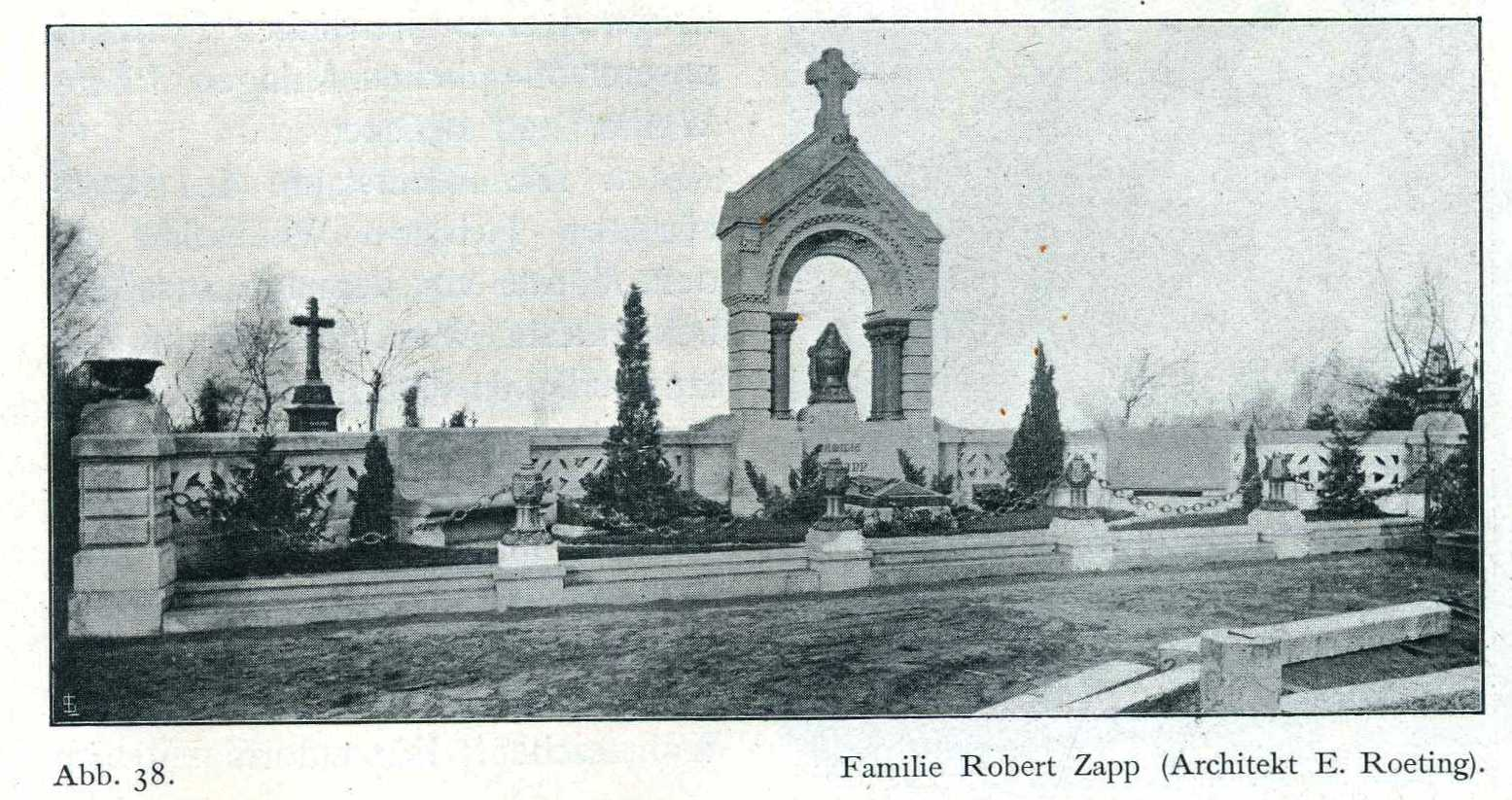
Grabstätte Familie Robert Zapp (Architekt Ernst Roeting)

### Gustav und Norbert Zapp
Gustav Zapp wurde als erstes Kind von Robert und Bertha Zapp geboren. Der Kaufmann heiratete am 17. November 1896 Martha Boeddinghaus. Sie wohnten vom 7. November 1895 bis zum 19. Mai 1913 an der Kavalleriestraße 18 in Düsseldorf. Danach zogen sie nach Ratingen-Eckamp. 1929 wird als Wohnsitz von Gustav das Haus Hohbeck genannt. Sie hatten zusammen vier Kinder, wovon als zweites Kind Norbert geboren wurde. Norbert war Angehöriger des Corps Guestphalia Heidelberg, Kaufmann, Stahlgroßhändler sowie 1934–1937 Vorstandsmitglied des Industrie-Clubs Düsseldorf und ab 1933 Gemeinderatsmitglied. Er heiratete am 18. Oktober 1923 und hatte drei Kinder.

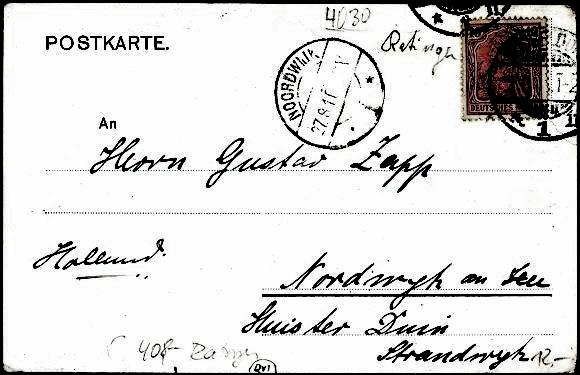
Düsseldorf, Ratingen, Haus Holterhof-Hohbeek, Postkarte an G. Zapp von 1910, Rückseite
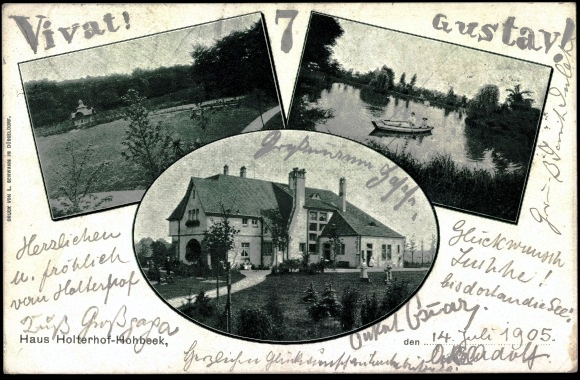
Düsseldorf, Ratingen, Haus Holterhof-Hohbeek, Postkarte an G. Zapp vom 14. Juli 1905, Rückseite
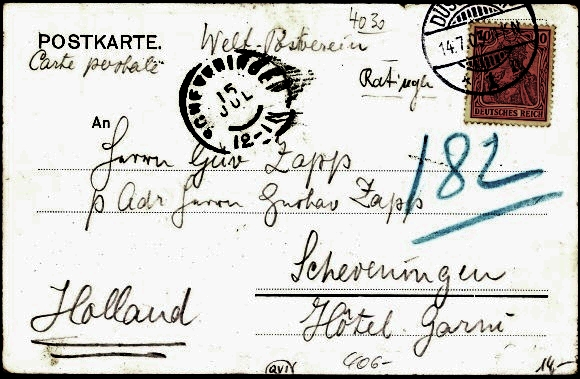
Düsseldorf, Ratingen, Haus Holterhof-Hohbeek, Postkarte an G. Zapp vom 14. Juli 1905, Rückseite

### Carl Zapp
Der promovierte Jurist war Regierungsassessor. Er zog am 22. November 1920 in das Haus Malkastenstraße 19. Von dort zog er am 22. Oktober 1926 nach Ratingen-Eckamp weg. 1928 fuhr er mit 61 Jahren als Regierungsassessor a. D. mit seiner Frau Anna und Sohn Carl August nach Rio de Janeiro. 1929 wird als Wohnsitz das Haus Holterhof bei Düsseldorf-Rath genannt.

### Adolf Zapp
Adolf Zapp heiratete am 28. Oktober 1896 Viktoria Alwine, geb. Halbach, war Ingenieur und Teilhaber der Firma Robert Zapp und saß von 1934 bis 1937 zusammen mit seinem Neffen Norbert Zapp im Vorstand des Industrie-Clubs Düsseldorf. Seine letzte Adresse für Düsseldorf vom 28. Juli 1904 war das Gebäude Haroldstraße 10a, das als Kontorgebäude der Firma Robert Zapp durch den Architekten Ernst Roeting erbaut wurde. Am 21. Januar 1914 zog er von Düsseldorf nach Metzkausen (heute Stadtteil der Stadt Mettmann) ins Haus Schladt.

### Oskar Zapp
Oskar war Kaufmann und zog am 2. Dezember 1896 in die Hofgartenstraße 3, Düsseldorf. Am 10. Januar 1901 zog er von dort nach Berlin in die Werktstraße 10. Er kehrte am 18. Juni 1907 nach Düsseldorf (in die Hofgartenstr. 3) zurück. Am 16. Dezember 1918 zog er zum Hindenburgwall, heute Heinrich-Heine-Allee 40.